# Toyota TF107
El Toyota TF107 es un monoplaza de Fórmula 1 diseñado y construido por el equipo Toyota Racing para competir en la temporada 2007. Fue pilotado por Ralf Schumacher y Jarno Trulli.

## Aerodinámica
Los principales cambios en comparación con su predecesor, el TF106B fueron aerodinámicos. La posición del motor se movió 100 mm hacia adelante, lo que derivó en un chasis más corto. En la parte delantera del monoplaza, el monocasco es 30 mm más alto que en el TF106B, que dio como resultado unos brazos de suspensión inclinados de forma muy acusada.

## Rendimiento
El coche fue menos exitoso que TF106B del año anterior que logró 35 puntos en la temporada. El TF107 tan sólo logró 13 puntos, con dos sextos lugares, uno para Jarno Trulli en EE. UU. y otro para Ralf Schumacher en Hungría. Trulli anotó puntos en otras tres ocasiones y Schumacher en otras dos. Terminaron vergonzosamente para ellos por detrás del equipo Williams al que le suministraban los mismos motores. Ralf Schumacher decidió retirarse de la F1 para correr en el DTM con Mercedes al final de la temporada, y sería sustituido por el también alemán Timo Glock para la temporada 2008.
La mejor clasificación de sábado se obtuvo a manos de Ralf Schumacher, con un 5º lugar en Hungría, y logró entrar en la Q3 20 veces de un máximo de 34.

## Resultados
(Clave) (negrita indica pole position) (cursiva indica vuelta rápida)

| Año         | Motor     | Neu. | N.º | Pilotos         | 1   | 2   | 3   | 4   | 5   | 6   | 7   | 8   | 9   | 10  | 11  | 12  | 13  | 14  | 15  | 16  | 17  | Puntos | Pos. |
| ----------- | --------- | ---- | --- | --------------- | --- | --- | --- | --- | --- | --- | --- | --- | --- | --- | --- | --- | --- | --- | --- | --- | --- | ------ | ---- |
| 2007        | RVX-07 V8 | B    |     |                 | AUS | MYS | BHR | ESP | MON | CAN | USA | FRA | GBR | EUR | HUN | TUR | ITA | BEL | JPN | CHN | BRA | 13     | 6º   |
| 2007        | RVX-07 V8 | B    | 11  | Ralf Schumacher | 8   | 15  | 12  | Ret | 16  | 8   | Ret | 10  | Ret | Ret | 6   | 12  | 15  | 10  | Ret | Ret | 11  | 13     | 6º   |
| 2007        | RVX-07 V8 | B    | 12  | Jarno Trulli    | 9   | 7   | 7   | Ret | 15  | Ret | 6   | Ret | Ret | 13  | 10  | 16  | 11  | 11  | 13  | 13  | 8   | 13     | 6º   |
| Referencia: |           |      |     |                 |     |     |     |     |     |     |     |     |     |     |     |     |     |     |     |     |     |        |      |